# Norgesmesterskabet i ski 1949
Norgesmesterskabet i ski 1949 blev arrangeret i Steinkjer i 1949.

## Mænd

### 18 km
| Placering | Navn                |
| --------- | ------------------- |
| Guld      | Ottar Gjermundshaug |
| Sølv      | Kristian Bjørn      |
| Bronze    | Henry Hermansen     |

### 30 km
| Placering | Navn           |
| --------- | -------------- |
| Guld      | Reidar Nyborg  |
| Sølv      | Oddvar Sandvik |
| Bronze    | Leif Liberg    |

### 50 km
| Placering | Navn             |
| --------- | ---------------- |
| Guld      | Magnar Estenstad |
| Sølv      | Kåre Tømte       |
| Bronze    | Reidar Nyborg    |

### Stafet
| Placering | Navn          |
| --------- | ------------- |
| Guld      | Nord-Østerdal |
| Sølv      | Aker          |
| Bronze    | Ringerike     |

### Kombineret
| Plads  | Navn                |
| ------ | ------------------- |
| Guld   | Simon Slåttvik      |
| Sølv   | Per Sannerud        |
| Bronze | Ottar Gjermundshaug |

### Skihop
| Placering | Navn               |
| --------- | ------------------ |
| Guld      | Torbjørn Falkanger |
| Sølv      | Sverre Kronvold    |
| Bronze    | Arnfinn Bergmann   |